# Condado de Surry (Carolina del Norte)
El condado de Surry (en inglés: Surry County, North Carolina), fundado en 1771, es uno de los 100 condados del estado estadounidense de Carolina del Norte. En el año 2000 tenía una población de 71 219 habitantes con una densidad poblacional de 44 personas por km². La sede del condado es Dobson.

## Geografía
Según la Oficina del Censo, el condado tiene un área total de 1393 km² (537,8 mi²), de la cual 1391 km² (537,1 mi²) es tierra y 3 km² (1,2 mi²) es agua.

### Municipios
El condado se divide en quince municipios: 
| - Municipio de Bryan - Municipio de Dobson - Municipio de Eldora - Municipio de Elkin - Municipio de Franklin | - Municipio de Long Hill - Municipio de Marsh - Municipio de Mount Airy - Municipio de Pilot - Municipio de Rockford | - Municipio de Shoals - Municipio de Siloam - Municipio de South Westfield - Municipio de Stewarts Creek - Municipio de Westfield |

### Condados adyacentes
- Condado de Carroll norte
- Condado de Patrick noreste
- Condado de Stokes este
- Condado de Forsyth sureste
- Condado de Yadkin sur
- Condado de Wilkes sudoeste
- Condado de Allegheny noroeste
- Condado de Grayson norte-noroeste

## Demografía
En el 2000 la renta per cápita promedia del condado era de $33 046, y el ingreso promedio para una familia era de $38 902. El ingreso per cápita para el condado era de $17 722. En 2000 los hombres tenían un ingreso per cápita de $27 854 contra $20 556 para las mujeres. Alrededor del 12.40% de la población estaba bajo el umbral de pobreza nacional.

## Lugares

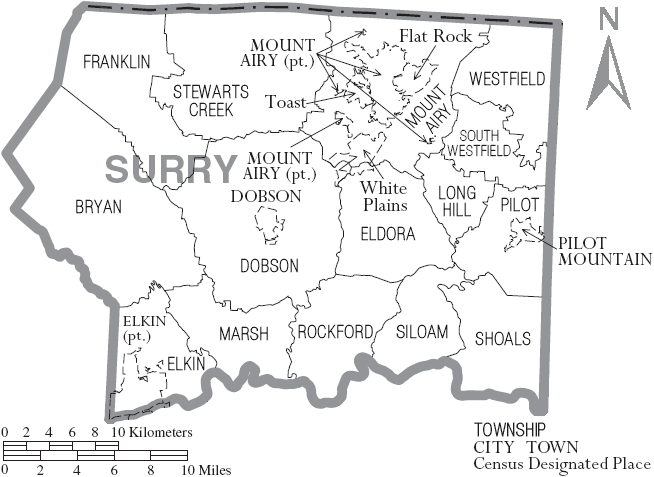
Mapa del Condado de Surry en Carolina del Norte con sus municipios

### Ciudades y pueblos
- Dobson
- Elkin
- Mount Airy
- Pilot Mountain

### Comunidades no Incorporadas
| - Albion - Ararat - Ash Hill - Bannertown - Blackwater - Blevins Store - Boones Hill - Bottom - Burch - Cedar Hill - Combstown | - Copeland - Crooked Oak - Crutchfield - Devotion - Fairview - Flat Rock - Franklin - Hills Grove - Indian Grove - Jenkinstown - Ladonia | - Level Cross - Little Richmond - Long Hill - Lowgap - Mount Herman - Mountain Park - Mulberry - New Hope - Oak Grove - Pine Hill - Pine Ridge | - Poplar Springs - Red Brush - Rockford - Round Peak - Salem - Salem Fork - Sheltontown - Shoals - Siloam - Slate Mountain - State Road | - Stony Knoll - Thurmond - Turkey Ford - Union Cross - Union Hill - Toast - Westfield - White Plains - White Sulphur Springs - Woodville - Zephyr |